# Elbasan Arena
Elbasan Arena (tidigare Stadiumi Ruzhdi Bizhuta) är en fotbollsarena i Elbasan i Albanien samt för närvarande en av Albaniens nationalarenor (tillsammans med Loro Boriçi-stadion i Shkodra). Den öppnades 1967 som Ruzhdi Bizhuta-stadion och bytte 2014 namn till Elbasan Arena. Den ligger i den östra delen av Elbasans innerstad. Hemmalag är KS Elbasani och från 2014 fram till Qemal Stafa-stadion i Tirana är ombyggd även Albaniens herrlandslag i fotboll. Laget spelade sin första match på Elbasan Arena den 11 oktober 2014 mot Danmark som slutade 1-1.
Arenan har kapacitet för 12 800 åskådare. Den renoverades för en kostnad på 5,5 miljon Euro mellan våren och oktober 2014 inför Albaniens EM-kvalmatcher som inleddes med den första hemmamatchen i oktober 2014. Efter ombyggnaden är den Albaniens tredje största arena efter Qemal Stafa (som ska rivas) i Tirana och Loro Boriçi-stadion i Shkodra.

## Historia
Arenan började byggas på 1960-talet och öppnade officiellt 1967. Man döpte arenan efter fotbollsspelaren Ruzhdi Bizhuta (1920–1997) som spelat i hemmaklubben. Han spelade 1946–1947 för Bashkimi Elbasan, som den lokala klubben då hette, och 1946 för Albaniens herrlandslag i fotboll.
År 2014, 47 år efter att arenan öppnats, totalrenoverade man arenan som samtidigt också bytte namn till det mer internationella namnet Elbasan Arena. Detta gjorde man främst på grund av att Albanien inte längre stod med en arena godkänd av Uefa och därför inte skulle kunna spela sitt landslags hemmamatcher i Albanien. Arenans infrastruktur och fasad renoverades fullständigt och arenan återöppnade den 8 oktober 2014 med en officiell ceremoni samt en vänskapsmatch mellan landslaget och ett lokalt juniorlag från Elbasan. Den första officiella matchen som spelades på arenan ägde rum tre dagar senare, 11 oktober 2014, då Albanien tog emot Danmark i kvalet till EM 2016. Premiärmatchen slutade 1-1.

## Nationalarena
I januari 2014 meddelades det att Ruzhdi Bizhuta skulle komma att arrangera landslagets hemmamatcher i kvalet till Europamästerskapet 2016 eftersom den dåvarande nationalarenan Qemal Stafa-stadion i Tirana stängts ner av Fifa och planerades rivas och byggas om. Därför investerades 5,5 miljoner Euro för upprustning av Ruzhdi Bizhuta som fick namnet Elbasan Arena.
Finansieringen av arbetet, som ursprungligen beräknades kosta en tredjedel mindre än slutpriset, bekostades dels av Federata Shqiptare e Futbollit, dels av Elbasans kommun och främst av Albaniens regering. Renoveringsarbetet påbörjades i februari 2014 och det inkluderade en ny färgstark fasad, renovering av omklädningsrum, installation av nya plaststolar i rött och svart, konstruktion av en kongressal, en gång genom arenan för utryckningsfordon till spelplanen samt en VIP-läktare med plats för 400 hedersgäster och 100 journalister.  Man bytte även ut strålkastarna och installerade elektroniska resultattavlor samt utrustning för elektroniska biljetter vilket är ett Uefa-krav för arrangerande av internationella matcher.
Sedan oktober 2014 har samtliga av Albaniens landslags matcher spelats här då man tagit emot Danmark, Armenien, Portugal och Serbien. Under sommaren 2015 spelade även Skënderbeu Korçë från Korça sina internationella hemmamatcher i Champions League och Europa League på Elbasan Arena.